# Owlom
Owlom (persiska: اولم, Ūlom) är en ort i Iran.   Den ligger i provinsen Gilan, i den nordvästra delen av landet, 280 km nordväst om huvudstaden Teheran. Owlom ligger 98 meter över havet och antalet invånare är 652.
Terrängen runt Owlom är varierad.Runt Owlom är det ganska tätbefolkat, med 129 invånare per kvadratkilometer. Närmaste större samhälle är Māsāl, 11,0 km söder om Owlom. Trakten runt Owlom består till största delen av jordbruksmark.